# 국도 제6호선 (캄보디아)

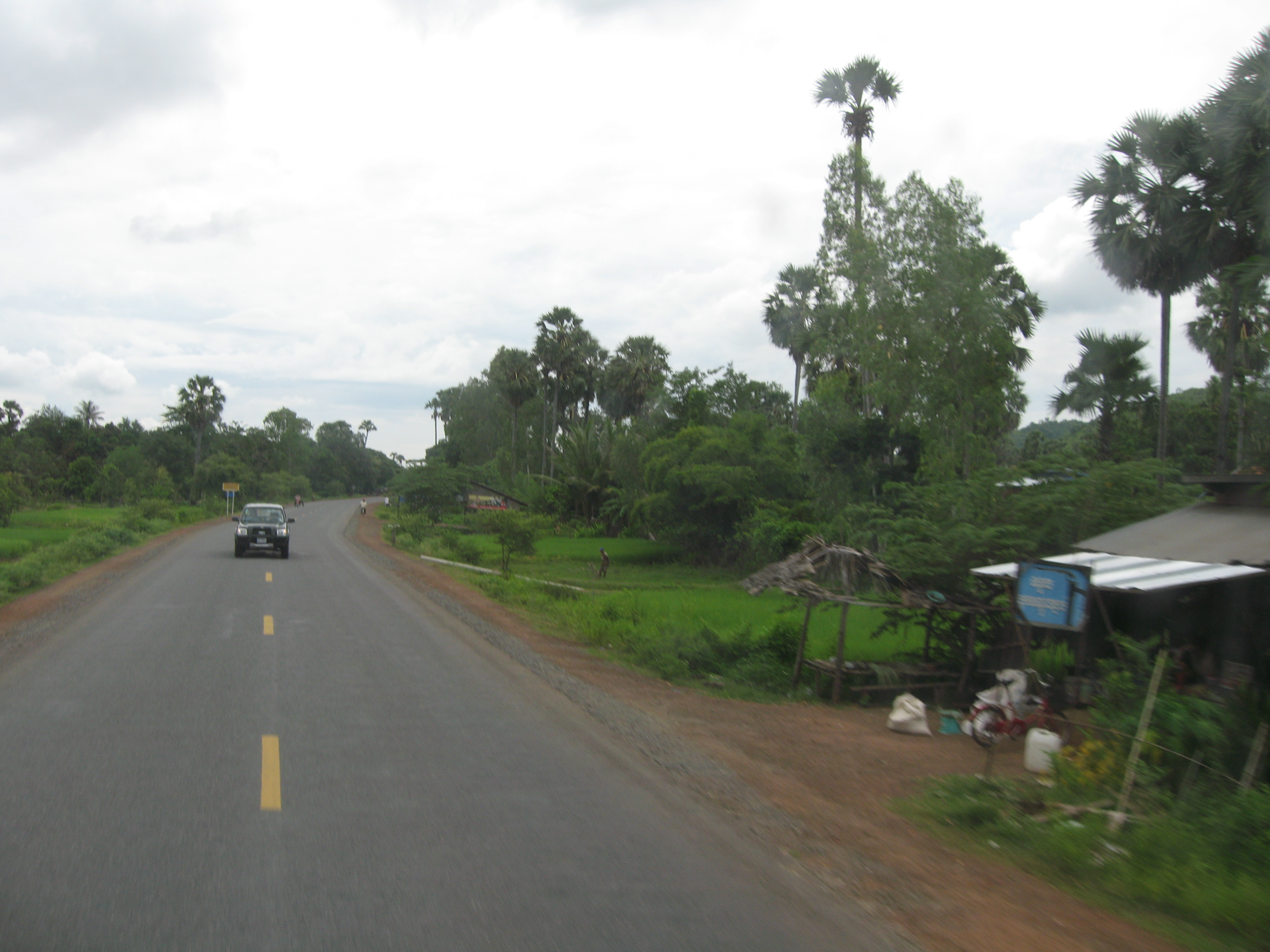
캄보디아 6번 국도

국도 제6호선(National Highway 6, National Road No.6, 10006)은 프놈펜에서 출발, 반테아이메안체이 주를 거쳐 시엠레아프를 지나 톤레사프까지 이어주는 일반 국도이며, 총 연장은 416km이다. 종점에서는 국도 제5호선과 직접 만나게 되며, 이 도로는 아시안 하이웨이 11호선()의 일부로 운용된다.